# Nuoto ai Giochi della XXIII Olimpiade - 100 metri rana maschili
Hanno partecipato alle batterie di qualificazione 52 atleti: i primi 8 si sono qualificati per la finale A i successivi 8 invece si sono qualificati per la finale B.

## Record
Prima di questa competizione, il record del mondo (WR) e il record olimpico (OR) erano i seguenti.
|  | 1'02"13 | John Moffet Stati Uniti  | 25 giugno 1984 Indianapolis, Stati Uniti |
|  | 1'03"11 | John Hencken Stati Uniti | 20 luglio 1976 Montréal, Canada          |

Durante l'evento sono stati migliorati i seguenti record:
| Data      | Evento     | Atleta          | Nazione     | Tempo   | Record |
| --------- | ---------- | --------------- | ----------- | ------- | ------ |
| 29 luglio | Batteria 2 | Peter Evans     | Australia   | 1'02"87 |        |
| 29 luglio | Batteria 7 | John Moffet     | Stati Uniti | 1'02"16 |        |
| 29 luglio | Finale     | Steve Lundquist | Stati Uniti | 1'01"65 |        |

## Batterie di qualificazione
| Pos | Batteria | Corsia | Atleta              | Nazione                 | Tempo   | Note             |
| --- | -------- | ------ | ------------------- | ----------------------- | ------- | ---------------- |
| 1   | 7        | 4      | John Moffet         | Stati Uniti             | 1'02"16 | QA               |
| 2   | 2        | 4      | Peter Evans         | Australia               | 1'02"87 | QA               |
| 3   | 5        | 5      | Brett Stocks        | Australia               | 1'03"46 | QA               |
| 4   | 5        | 4      | Gerald Mörken       | Germania Ovest          | 1'03"53 | QA               |
| 5   | 6        | 4      | Steve Lundquist     | Stati Uniti             | 1'03"55 | QA               |
| 6   | 4        | 4      | Victor Davis        | Canada                  | 1'03"63 | QA               |
| 7   | 3        | 4      | Adrian Moorhouse    | Gran Bretagna           | 1'04"06 | QA               |
| 8   | 2        | 5      | Raffaele Avagnano   | Italia                  | 1'04"09 | QA               |
| 9   | 3        | 5      | Gianni Minervini    | Italia                  | 1'04"37 | qB               |
| 10  | 1        | 4      | Peter Lang          | Germania Ovest          | 1'04"40 | qB               |
| 11  | 6        | 5      | Pablo Restrepo      | Colombia                | 1'04"44 | qB               |
| 12  | 1        | 3      | Thomas Böhm         | Austria                 | 1'04"60 | qB               |
| 13  | 7        | 5      | Shigehiro Takahashi | Giappone                | 1'04"71 | qB               |
| 14  | 7        | 3      | Iain Campbell       | Gran Bretagna           | 1'04"81 | qB               |
| 15  | 4        | 3      | Brett Austin        | Nuova Zelanda           | 1'04"83 | qB               |
| 16  | 3        | 3      | Peter Berggren      | Svezia                  | 1'04"95 | qB               |
| 17  | 7        | 2      | Jin Fu              | Cina                    | 1'05"05 |                  |
| 18  | 2        | 3      | Enrique Romero      | Spagna                  | 1'05"19 | Record nazionale |
| 19  | 1        | 5      | Marco Veilleux      | Canada                  | 1'05"34 |                  |
| 20  | 4        | 5      | Étienne Dagon       | Svizzera                | 1'05"37 |                  |
| 21  | 4        | 6      | Jan-Erick Olsen     | Norvegia                | 1'05"43 | Record nazionale |
| 22  | 3        | 6      | Eyal Stigman        | Israele                 | 1'05"63 | Record nazionale |
| 23  | 2        | 6      | Felix Morf          | Svizzera                | 1'05"89 |                  |
| 24  | 1        | 2      | Victor Ruberry      | Bermuda                 | 1'05"96 | Record nazionale |
| 24  | 6        | 6      | Luiz Carvalho       | Brasile                 | 1'05"96 |                  |
| 26  | 3        | 2      | Manuel Gutiérrez    | Panama                  | 1'06"07 |                  |
| 27  | 5        | 6      | Kenji Watanabe      | Giappone                | 1'06"10 |                  |
| 28  | 5        | 3      | Paul Newallo        | Trinidad e Tobago       | 1'06"12 | Record nazionale |
| 29  | 6        | 3      | Martti Järventaus   | Finlandia               | 1'06"21 |                  |
| 30  | 7        | 6      | Gerhard Prohaska    | Austria                 | 1'06"41 |                  |
| 31  | 5        | 2      | Eduardo Morillo     | Messico                 | 1'06"82 |                  |
| 32  | 7        | 7      | Francisco Guanco    | Filippine               | 1'07"55 |                  |
| 33  | 1        | 7      | Tryggvi Helgason    | Islanda                 | 1'07"71 | Record nazionale |
| 34  | 1        | 6      | Julio César Falón   | Argentina               | 1'07"80 |                  |
| 34  | 4        | 6      | Alexandre Yokochi   | Portogallo              | 1'07"80 |                  |
| 36  | 6        | 7      | Jairulla Jaitulla   | Filippine               | 1'08"00 |                  |
| 37  | 2        | 2      | Watt Kam Sing       | Hong Kong               | 1'08"07 |                  |
| 38  | 7        | 1      | Árni Sigurðsson     | Islanda                 | 1'08"52 |                  |
| 39  | 5        | 7      | Li Khai Kam         | Hong Kong               | 1'08"75 |                  |
| 40  | 4        | 7      | Jorge Henao         | Venezuela               | 1'09"01 |                  |
| 41  | 3        | 7      | Oscar Ortigosa      | Perù                    | 1'09"07 |                  |
| 42  | 6        | 1      | Oon Jin Teik        | Singapore               | 1'09"23 |                  |
| 43  | 2        | 7      | Ayman Nadim         | Egitto                  | 1'09"51 |                  |
| 44  | 5        | 1      | Fernando Marroquin  | Guatemala               | 1'09"73 |                  |
| 45  | 4        | 1      | Harrell Woolard     | Isole Vergini Americane | 1'11"17 |                  |
| 46  | 3        | 1      | Brian Farlow        | Isole Vergini Americane | 1'11"27 |                  |
| 47  | 2        | 1      | Ahmad Al-Hahdoud    | Kuwait                  | 1'13"01 |                  |
| 48  | 1        | 1      | Michele Piva        | San Marino              | 1'16"21 |                  |
| 49  | 7        | 8      | Isaac Atish Wa-El   | Kuwait                  | 1'16"51 |                  |
| 50  | 6        | 8      | Amine El-Domyati    | Libano                  | 1'19"10 |                  |
| -   | 5        | 8      | Salvador Corelo     | Honduras                | dq      |                  |
| -   | 6        | 2      | Wang Lin            | Cina                    | dq      |                  |

## Finale B
| Pos | Corsia | Atleta              | Nazione        | Tempo   | Note |
| --- | ------ | ------------------- | -------------- | ------- | ---- |
| 9   | 4      | Gianni Minervini    | Italia         | 1'03"99 |      |
| 10  | 2      | Shigehiro Takahashi | Giappone       | 1'04"41 |      |
| 11  | 5      | Peter Lang          | Germania Ovest | 1'04"43 |      |
| 12  | 3      | Pablo Restrepo      | Colombia       | 1'04"79 |      |
| 13  | 6      | Thomas Böhm         | Austria        | 1'04"99 |      |
| 14  | 7      | Iain Campbell       | Gran Bretagna  | 1'05"02 |      |
| 15  | 1      | Brett Austin        | Nuova Zelanda  | 1'05"49 |      |
| 16  | 8      | Peter Berggren      | Svezia         | 1'05"66 |      |

## Finale A
| Pos     | Corsia | Atleta            | Nazione        | Tempo   | Note |
| ------- | ------ | ----------------- | -------------- | ------- | ---- |
| Oro     | 2      | Steve Lundquist   | Stati Uniti    | 1'01"65 |      |
| Argento | 7      | Victor Davis      | Canada         | 1'01"99 |      |
| Bronzo  | 5      | Peter Evans       | Australia      | 1'02"97 |      |
| 4       | 1      | Adrian Moorhouse  | Gran Bretagna  | 1'03"25 |      |
| 5       | 4      | John Moffet       | Stati Uniti    | 1'03"29 |      |
| 6       | 3      | Brett Stocks      | Australia      | 1'03"49 |      |
| 7       | 6      | Gerald Mörken     | Germania Ovest | 1'03"95 |      |
| 8       | 8      | Raffaele Avagnano | Italia         | 1'04"11 |      |